# Schneeschaufel

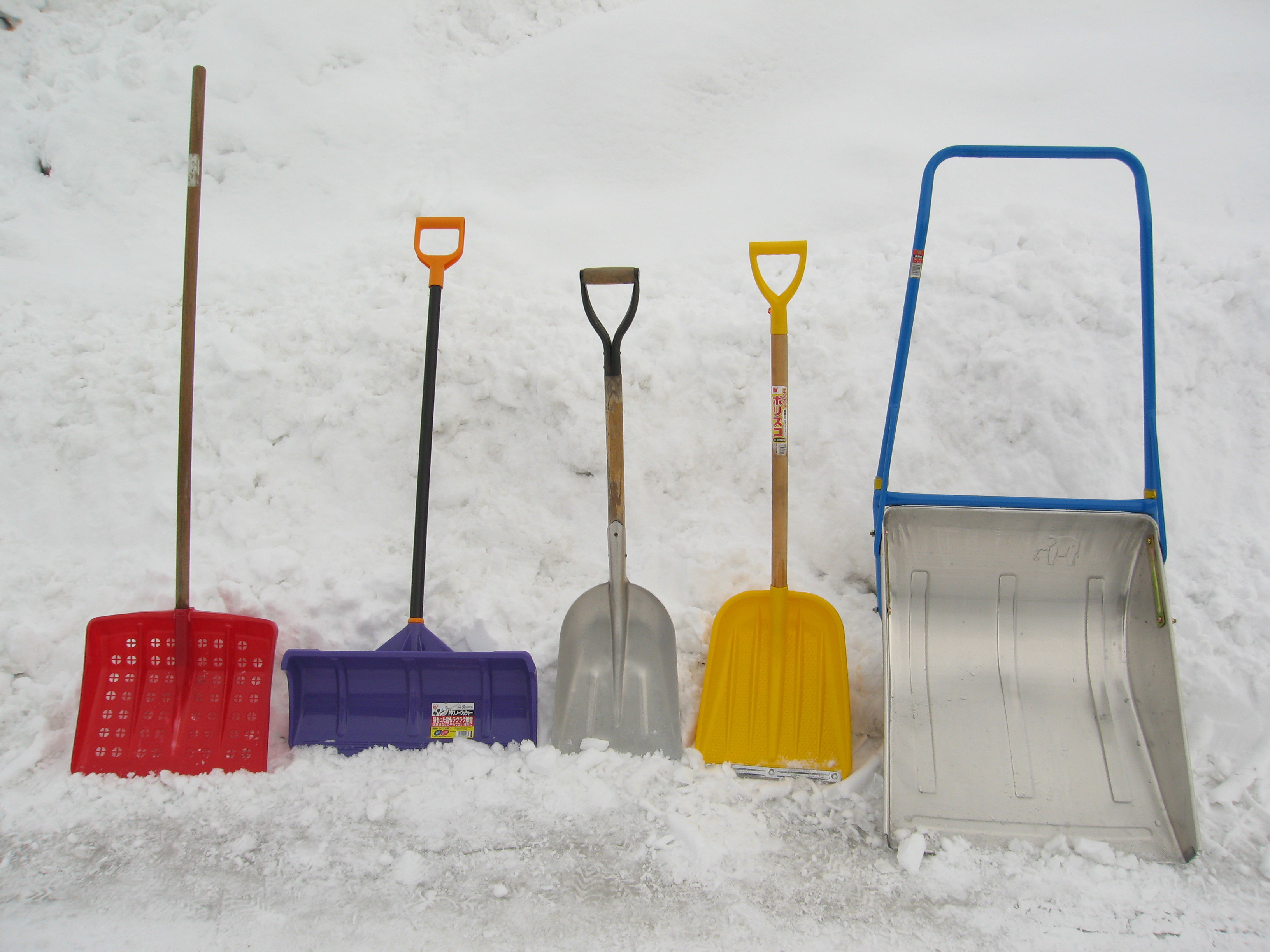
Sortiment Schaufeln, einschließlich Schneewanne (rechts)

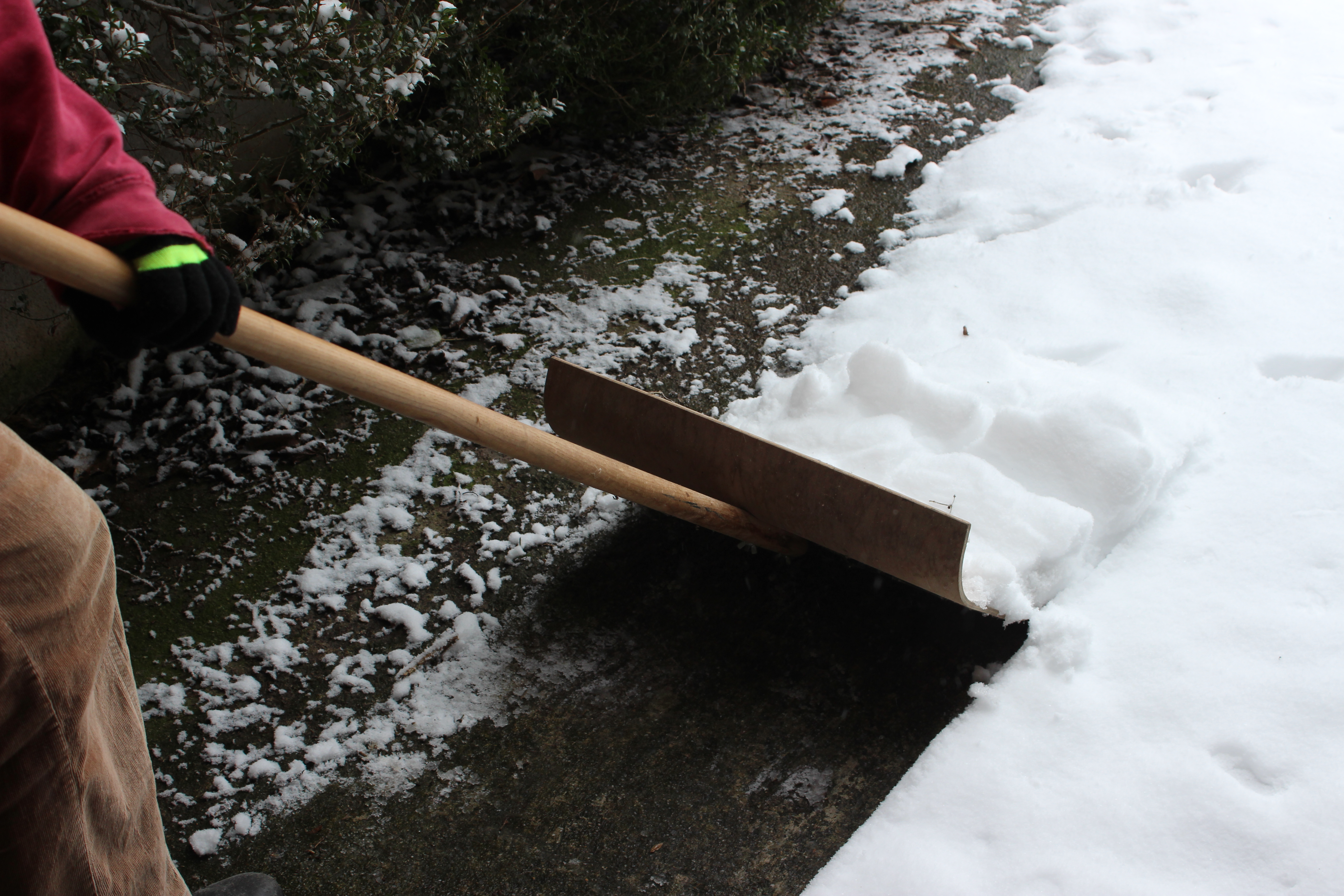
Schneeschaufel im Einsatz

Eine Schneeschaufel (vor allem im norddeutschen Sprachraum oft auch als Schneeschieber bezeichnet) ist eine spezielle, breite Schaufel zum Zwecke der Schneeräumung, insbesondere von kleineren Flächen wie zum Beispiel von Gehwegen, Garagenausfahrten, Park- und Vorplätzen sowie Eisflächen. Auch die öffentliche Hand setzt Schneeschaufeln ein, etwa um Fußgängeranschlüsse zu Schutzwegen und die möblierten Straßenbahnhaltestellen zu räumen.
Größere Flächen wie Straßenfahrbahnen oder öffentliche Plätze werden hingegen mit effektiveren Räummitteln vom Schnee befreit, wie zum Beispiel Schneepflügen oder Schneefräsen. Speziell für die Räumung von – zumeist öffentlichen – Gehsteigen existieren auch kleine Schneepflüge.
Vor allem in Gebieten, in denen große Schneehöhen häufiger anzutreffen sind, existieren auch andere Räummittel für die private Schneeräumung, wie zum Beispiel die Schneewanne, die es erlaubt, wesentlich größere Schneemengen zur Seite zu schaffen, ohne den Schnee anheben zu müssen.

## Arten
Schneeschaufeln sind aus leichtem Material gefertigt, um die Arbeit zu erleichtern. Der Stiel besteht in der Regel aus bruchfestem Laubholz, der Schild ist wegen der Verschleißfestigkeit meist mit einer Bodenkante aus widerstandsfähigerem Metall versehen.
Historisch, bis um 1960 waren Schneeschieber aus schwarz lackierten Eisenblech mit einer einzigen quer verlaufenden Sicke. Erst mit der Entwicklung wasserfester Leime kamen Schneeschieber aus Sperrholz auf.
Unterschiede gibt es bei der Beschaffenheit des Schildes. Traditionell besteht es aus wasserfest verleimtem Sperrholz. Neuere und billigere Varianten sind Schneeschaufeln mit Aluminium- oder Kunststoffschilden. Seit 2009 sind stellenweise Schneeschaufeln mit Stahlschilden erhältlich, die sich durch höhere Belastbarkeit auszeichnen.
Weil die Aluminiumschaufeln in der Regel keine zusätzliche Bodenkante aus hartem Metall besitzen, verschleißt die Kante schneller, was die Gründlichkeit der Räumung vermindert. Vorteil ist die hohe Belastbarkeit, zum Beispiel durch Nassschnee.
Schneeschaufeln mit Kunststoffschilden wiederum haben den Nachteil, dass sie sich sehr leicht verformen lassen, was bedeutet, dass sie bei Nassschnee oder anderen Arten von verdichtetem Schnee rasch nachgeben. Bei trockenem Pulverschnee hingegen eignen sich diese aufgrund der Rahmenform sehr gut zum Wegschaufeln des Schnees. Bei sehr starkem Frost neigt das Kunststoffmaterial zur Brüchigkeit.
Schneeschaufeln mit Hartholzschilden eignen sich zu jeder Schneeräumtätigkeit gut. Am besten sind sie aufgrund ihrer Robustheit und der Bodenkante aus hartem Metall (was sie gegen die Plastikschild-Schaufel und das schnell verschleißende Aluminium auszeichnet) und dem dadurch geringeren Verschleiß jedoch zum schlichten Beiseiteschieben von Schnee jeder Art geeignet. Allerdings können auch solche Schaufeln bei übermäßiger Belastung mit schwerem Nassschnee, dessen Nässe dem Holzschild auf die Dauer zusätzlich zusetzt, Brüche aufweisen. 
Als Lawinenschaufel, etwas kleiner und mit faltbarem oder Teleskop-Stiel, gehört die Schneeschaufel zusammen mit dem LVS-Gerät zur Standard-Sicherheitsausrüstung für jeden, der in den Bergen mit Skiern, Snowboard oder Schneeschuhen abseits gesicherter Skipisten unterwegs ist.